# Micrurus scutiventris
Espèce
Synonymes
- Elaps scutiventris Cope, 1869
- Leptomicrurus schmidti
Hoge & Romano-Hoge, 1966
- Micrurus karlschmidti
Hoge & Romano-Hoge, 1972

Micrurus scutiventris est une espèce de serpents de la famille des Elapidae. 

## Répartition
Cette espèce se rencontre en Colombie, en Équateur, au Pérou et au Brésil.

## Publication originale
- Cope, 1870 "1869" : Seventh Contribution to the Herpetology of Tropical America. Proceedings of the American Philosophical Society, vol. 11, n. 81, p. 147-192 (texte intégral).